# Джонни Белинда
«Джонни Белинда» (англ. Johnny Belinda) — американский драматический фильм режиссёра Жана Негулеско, вышедший на экраны в 1948 году.
В основу фильма положена одноимённая пьеса Элмера Харриса, которая была поставлена на Бродвее в 1940 году. Пьеса была переработана для экрана сценаристами Алленом Винсентом и Ирмой фон Кьюб. История основана на судьбе реальной немой женщины, жившей на Острове Принца Эдуарда, которая благодаря помощи врача, овладела языком жестов и благодаря этому заняла достойное место в обществе.
Важную роль в сюжете фильма играет тема изнасилования, которая в то время была запрещена Производственным кодексом. Этот фильм широко признан как первый голливудский фильм, для которого было смягчено это ограничение. Вторым известным фильмом на эту тему стала картина «Оскорбление» (1950) Айды Лупино.
Фильм был номинирован на двенадцать кинопремий Оскар, хотя получил только одну награду, которую завоевала Джейн Уаймен как лучшая актриса. Лью Эйерс получил номинацию на Оскар как лучший исполнитель главной роли, а Чарльз Бикфорд и Агнес Мурхед были номинированы как лучшие актёры второго плана. Жан Негулеско был номинирован как лучший режиссёр. Фильм также получил номинации в категориях лучший фильм, сценарий, художественная постановка, операторская работа, монтаж, музыка и запись звука.
Помимо данного фильма, по пьесе Харриса было поставлено ещё пять фильмов, среди них американские телефильмы 1967 года с Мией Фэрроу, Иэном Бреннаном и Дэвидом Каррадайном и 1982 года с Розанной Аркетт и Ричардом Томасом. Кроме того, в 1959 году был поставлен телефильм в Австралии, в 1969 году — мини-сериал в Италии, а в 1973 году — художественный фильм в Греции.

## Сюжет
Действие фильма происходит в небольшом рыбацком и фермерском посёлке на острове Кейп-Бретон, расположенном поблизости от полуострова Новая Шотландия. Однажды доктора Роберта Ричардсона (Лью Эйрс), который совсем недавно открыл в посёлке практику, приглашают на отдалённую ферму оказать помощь в рождении телёнка. На ферме Роберт знакомится с её трудолюбивым, немногословным хозяином Блэком Макдональдом (Чарльз Бикфорд), его сестрой Эгги (Агнес Мурхед) и его глухонемой дочерью Белиндой (Джейн Уаймен), мать которой умерла при родах. Хотя Макдональды, как и другие жители посёлка, считают грязную, неопрятную Белинду умственно отсталой, Роберт берётся обучить её языку жестов и чтению по губам. Смышлёная Белинда вскоре добивается заметных успехов в учёбе, в результате чего Блэк меняет отношение к дочери и начинает проявлять к ней тёплые отцовские чувства. Белинда начинает следить за своей внешностью и прилично одеваться.
Однажды на ферму Блэка в сопровождении весёлой компании друзей и музыкантов приезжает за мукой местный рыбак, красавец и гуляка Локки Маккормик (Стивен Макнэлли). Подружкой Локки является Стелла Макгуайр (Джен Стерлинг), которая работает в клинике Роберта и тайно влюблена в доктора. Зрелище танцующих пар вызывает живейший отклик в сердце Белинды, и чтобы она могла почувствовать ритм танца, Роберт кладёт её руку на скрипку музыканта. Робкие попытки Белинды потанцевать на мгновение привлекают внимание Локки. Молодёжь уезжает в посёлок, где продолжает танцы в местном клубе. Прилично напившись, Локки пытается танцевать со Стеллой, однако получает от неё отказ. Увидев, что Блэк повёз Эгги на станцию, Локки возвращается на ферму Макдональдов, где насилует Белинду.
Пережив шок, Белинда отказывается общаться с отцом, перестаёт следить за собой и снова надевает свою старую грязную одежду. Лишь приехавшему Роберту удаётся разговорить её, когда он искренне делится с ней своими проблемами и говорит, что она ему нужна. Роберт убеждает Блэка позволить ему отвезти Белинду в город для обследования слуха у знакомого специалиста. Во время обследования выясняется, что Белинда беременна. Вернувшись в Кейп-Бретон, Роберт рассказывает Эгги о беременности Белинды, говоря, что ему не известно, кто является отцом ребёнка. При этом он просит пока ничего не говорить Блэку, боясь непредсказуемых действий с его стороны. Тем временем, гордый за свою дочь, Блэк впервые за долгие годы приходит в церковь, приводя Белинду с собой. В церкви Роберт обращает внимание на то, что Белинда как-то по-особенному смотрит на Локки. После службы священник объявляет о скорой свадьбе Локки и Стеллы.
Некоторое время спустя у Белинды рождается сын, которого она называет Джонни. Жители посёлка, полагая, что отцом ребёнка является Роберт, начинают избегать как его, так и Макдональдов. В результате ферма Блэка несёт большие убытки, а у Роберта становится намного меньше пациентов. Чтобы избавиться от компрометирующих слухов и восстановить своё положение в посёлке, Роберт просит у Блэка разрешения жениться на Белинде. Однако Блэк отговаривает доктора, говоря, что тот не любит Белинду, а делает предложение исключительно из сострадания и жалости. И когда Белинда поймёт это, станет только хуже. Однажды во время надвигающейся бури в доме Макдональдов появляется Локки, якобы за тем, чтобы купить молотого ячменя. Увидев маленького Джонни, Локки убеждается в том, что это его сын. Во время разговора с Блэком Локки случайно проговаривается, что он является отцом ребёнка. Поняв, что сказал лишнее, Локки немедленно уходит, но Блэк отправляется вслед за ним. У края обрыва Блэк догоняет Локки, угрожая рассказать всему посёлку, кто является отцом ребёнка. Между ними начинается драка, в ходе которой Локки избивает Блэка, а затем сбрасывает его со скалы.
После трагической гибели Блэка Эгги и Белинда пытаются вдвоём управлять фермой, но у них не хватает сил и средств на оплату счетов. Из-за недостатка пациентов Роберт вынужден уехать из города и перебраться в Торонто, где получил должность в Университете. Перед отъездом он заходит проститься с Белиндой и Эгги, обещая им помочь, как только устроится на новом месте. После его отъезда Локки созывает жителей на всеобщее собрание, на котором принимается решение забрать у Белинды ребёнка, так она не в состоянии достойным образом позаботиться о нём. Ребёнка решают передать Стелле и Локки, которые к тому времени уже поженились, и Стелла получила в наследство богатую ферму. Локки и Стелла приезжают к Белинде, чтобы подписать бумаги и забрать ребёнка. Стелла хочет получить этого ребёнка, потому что считает его сыном Роберта. Она берёт на себя переговоры с Белиндой, однако увидев, насколько та любит ребёнка, отказывается от своего намерения и возвращается к Локки. Однако Локки заявляет, что всё равно заберёт ребёнка, потому что это его сын и он имеет на него все права. Когда Локки входит в дом и, отпихнув Белинду, поднимается в комнату ребёнка, Белинда берёт ружьё и убивает Локки.
Белинду судят по обвинению в убийстве, однако судья не может понять мотивы её поступка, так как сама Белинда от волнения не в состоянии дать исчерпывающего объяснения происшедшему. Стелла в своих показаниях первоначально скрывает причину, по которой был убит Локки, но затем, проникнувшись состраданием к Белинде, которой грозит смертная казнь, рассказывает всю правду о случившимся. Белинду оправдывают на том основании, что она защищала свою собственность и свою семью, и она возвращается на ферму в сопровождении Роберта и Эгги.

## В главных ролях
- Джейн Уаймен — Белинда Макдональд
- Лью Эйрс — доктор Роберт Ричардсон
- Чарльз Бикфорд — Блэк Макдональд
- Агнес Мурхед — Эгги Макдональд
- Стивен Макнэлли — Локки Маккормак
- Джен Стерлинг — Стелла Маккормак
- Мэйбл Пейдж — миссис Лутц
- Дуглас Кеннеди — полицейский
- Джонатан Хейл — доктор Хорас М. Грей (в титрах не указан)

## История создания фильма
В основу фильма была положена одноимённая пьеса 1940 года американского драматурга Элмера Харриса, которая была поставлена на Бродвее, выдержав в период с 18 сентября 1940 по 21 июня 1941 года 321 представление. Интересно, что в спектакле роль доктора исполнял Стивен Макнэлли (который в то время выступал под именем Хорас Макнэлли). Пьеса в свою очередь основана на реальной истории жизни Лидии Дингвелл (1852—1931) из Дингвеллс Миллс, посёлка на Острове принца Эдуарда. Жизнь этой нищей глухой женщины быстро переменилась после того, как она научилась пользоваться языком глухонемых благодаря помощи нового врача, который открыл практику в этом районе.
Продюсер Джерри Уолд, заинтересовавшись пьесой, стал уговаривать Джека Уорнера, босса студии Warner Bros., купить права на «Джонни Белинду». Однако Уорнер считал, что у пьесы нет коммерческой привлекательности, заявив: «Кто захочет смотреть картину, в которой главная героиня не произносит ни слова?». Но Уолд был одним из ведущих продюсеров студии, который перед этим привёл Джоан Кроуфорд к Оскару за фильм в «Милдред Пирс» (1945). В конце концов Уорнер нехотя, но всё же дал Уолду согласие сделать киноверсию «Джонни Белинды». По информации «Голливуд репортер», Warner Bros. заплатила от 50 до 65 тысяч долларов за права на экранизацию пьесы.
Первоначально в качестве режиссёра фильма рассматривался Делмер Дэйвс, однако в итоге выбор пал на Жана Негулеско, который только что был уволен с фильма «Похождения Дон Жуана» (1948), после того, как не смог найти общий язык со звездой фильма Эрролом Флинном относительно того, как надо сыграть главную роль. «Джонни Белинда» как проект нравился Негулеско значительно больше.
Первоначально студия никак не могла подобрать актрису на главную роль, так как ни одна из крупных звёзд студии не казалась подходящей. В качестве идеальной кандидатуры рассматривалась Тереза Райт, но у неё был действующий контракт с «Метро-Голдвин-Майер», а брать её в аренду было бы слишком дорого. Что же касается Джейн Уаймен, то она не относилась к звёздам высшего эшелона и кроме того была слишком старой для этой роли. Тем не менее, Уолд решил, что она сможет с ней справиться.
Уаймен в тот момент переживала тяжёлый период в личной жизни. Совсем незадолго до начала съёмок при преждевременных родах он потеряла ребёнка. Кроме того, у неё разладились отношения с мужем, актёром Рональдом Рейганом, который в тот момент в качестве президента Гильдии киноактёров был полностью поглощён профсоюзной и политической деятельностью. Исполнитель главной мужской роли Лью Эйрс также переживал тяжёлые времена. Во время Второй мировой войны Эйрс был отказником совести, в результате чего дистрибуторы бойкотировали фильмы с его участием, и в конце концов студия «Метро-Голдвин-Майер» разорвала с ним контракт. В военное время Эйерс служил в качестве некомбатанта, а после войны ему было очень сложно возобновить актёрскую карьеру.
Во время подготовки Уаймен и Эйрса к ролям для них был нанят консультант по обучению языку жестов, а Уаймен также обучалась чтению по губам и специально изучала поведение глухой от рождения молодой девушки. Даже с учётом всей этой подготовки всё равно чего-то не хватало в игре Уаймен. Она понимала, что поскольку может слышать, в её внешности и мимике не хватает определённой доли реализма. Тогда на время съёмок врач стал устанавливать ей специальные восковые затычки в уши, которые не пропускали звук.
Хотя действие картины происходит в Новой Шотландии, съёмки картины на самом деле проходили на натуре в городке Форт-Брэгг на севере Калифорнии, который известен своими скалистыми берегами, а также в пресвитерианской церкви, расположенной в Мендосино, Калифорния.
Джек Уорнер был недоволен материалом, который он получал со съёмок фильма, восклицая: «Они там снимают туман и кучку чёртовых чаек!». Его разочаровывало то, что Негулеско уходит от слезоточивой сентиментальности, которую от него ожидали. По утверждению Негулеско, Уорнер настолько ненавидел этот фильм, что в какой-то момент даже уволил режиссёра. Однако поскольку переснимать всю картину было бы слишком дорого, студия, продержав её на полке почти год, неохотно выпустила практически в том виде, как это хотел Негулеско. В результате получился самый большой хит Warner Bros. в том году.

## Оценка фильма критикой

### Общая оценка фильма
Сразу после выхода на экраны картина удостоилась очень высоких оценок критики. В частности, журнал Variety написал, что, исходя из истории, фильм «легко мог бы стать демонстрацией душещипательной театральности». Однако, хотя в нём и есть определённая сентиментальность, тем не менее фильм развивает в первую очередь серьёзные моменты истории, которые поданы тонко и изящно. Босли Кроутер в «Нью-Йорк таймс» отметил: «Принимая во внимание, что спектакль „Джонни Белинда“ не имел особого успеха на сцене и содержал определённые моменты, которые не считались приемлемыми для экрана, поразительно, что студия „Уорнер“ вообще решила делать фильм по этому произведению. И ещё более поразительно, насколько хороший фильм они сделали». Картину, по мнению критика, отличает новаторская и жизненная тема, которая представлена довольно трогательно. Однако, по мнению Кроутера, основной причиной успеха фильма стала «чувственная и пронзительная игра Джейн Уаймен в главной роли… Лучшие моменты фильма по-настоящему захватывают, а мисс Уаймен на всём протяжении исполняет свою роль в стиле, который вызывает сострадание и уважение». Современный кинокритик Ричард Гиллиам также полагает, что, в первую очередь, «фильм отличает замечательная игра Джейн Уаймен в главной роли», и, во-вторых «хорошо прописанная история без чрезмерно счастливого конца, характерного для такого типа драм». Критик отмечает, что фильм стал «ещё одним примером того, как фильмы с сильными нетрадиционными женщинами в качестве главных персонажей становились всё более значимы в послевоенный период».

### Оценка работы режиссёра и творческой группы
Variety высоко оценил режиссёрскую работу Негулеско, отметив, что он «не увлекается переигрыванием на чувствах, тем не менее, держит их в постоянном напряжении», и с помощью актёрской игры вызывает сострадание у зрителя. Кроутер также отметил умелую работу Негулеско с актёрами, а также высокое качество работы художника-постановщика. «Хорошие, простые незатейливые интерьеры несут аромат деревни и фермы. А пейзажи, которые тянутся до края морского побережья, деревенские улочки, рыбацкие лодки и изношенные на ветрах сараи выглядят как будто сняты на острове Кейп-Бретон, хотя это и не так». Гиллиам отмечает, что сдержанная режиссура Негулеско выполнена так, чтобы «актёрская игра попадала в унисон с материалом», выделив также сильную операторскую работу Теда Д. Маккорда и убедительное воссоздание в студии рыбацкой деревни из Новой Шотландии.

### Оценка актёрской игры
Особого внимания критики удостоилась игра Джейн Уаймен в главной роли. В частности, Variety написал: «Уаймен создаёт образ немой неряшливой девки, полностью лишая её какого-либо кинематографического гламура». В этой роли, которая стала её крупным личным достижением, она смогла потрясающе показать, что настоящий актёр может создать настроение и оказать воздействие на публику без единого произнесённого слова. По мнению Кроутера, «мисс Уаймен привносит великолепную глубину и нежность в свою роль. Она так и не произносит ни одного слова за всю картину. Её лицо служит зеркалом её мыслей. И при этом эта жалкая молодая женщина светится душевной теплотой». Арчер Уинстен в «Нью-Йорк пост» написал: «Джейн Уаймен выдаёт исключительно красивую игру, показывая медленное светлое пробуждение к радости и пониманию». Кроутер также отметил убедительную и хорошую игру других основных актёров — Эйрса, Макнэлли, Бикфорда, Мурхед и Стерлинг.

## Награды и номинации
В 1949 году фильм был удостоен многих наград и номинаций, среди них:
| Премия/фестиваль            | Категория                                                       | Награда/Номинация | Лауреат/Номинант              |
| --------------------------- | --------------------------------------------------------------- | ----------------- | ----------------------------- |
| Кинопремия «Оскар»          | Лучшая актриса в главной роли                                   | Награда           | Джейн Уаймен                  |
| Кинопремия «Оскар»          | Лучший фильм                                                    | Номинация         |                               |
| Кинопремия «Оскар»          | Лучший актёр в главной роли                                     | Номинация         | Лью Эйрс                      |
| Кинопремия «Оскар»          | Лучший актёр в роли второго плана                               | Номинация         | Чарльз Бикфорд                |
| Кинопремия «Оскар»          | Лучшая актриса в роли второго плана                             | Номинация         | Агнес Мурхед                  |
| Кинопремия «Оскар»          | Лучший режиссёр                                                 | Номинация         | Жан Негулеско                 |
| Кинопремия «Оскар»          | Лучший сценарий                                                 | Номинация         | Ирма фон Кьюб, Аллен Винсент  |
| Кинопремия «Оскар»          | Лучшая операторская работа в чёрно-белом кино                   | Номинация         | Тед Д. Маккорд                |
| Кинопремия «Оскар»          | Лучшая художественная постановка и декорации в чёрно-белом кино | Номинация         | Роберт М. Хаас, Уильям Уоллес |
| Кинопремия «Оскар»          | Лучший звук и запись звука                                      | Номинация         | Натан Левинсон                |
| Кинопремия «Оскар»          | Лучший монтаж                                                   | Номинация         | Дэвид Вейсбард                |
| Кинопремия «Оскар»          | Лучшая музыка в драме и комедии                                 | Номинация         | Макс Стайнер                  |
| Кинопремия «Золотой Глобус» | Лучший фильм                                                    | Награда           |                               |
| Кинопремия «Золотой Глобус» | Лучшая актриса                                                  | Награда           | Джейн Уаймен                  |
| Венецианский кинофестиваль  | Золотой лев                                                     | Номинация         | Жан Негулеско                 |
| Гильдия сценаристов Америки | Лучшая американская драма                                       | Номинация         | Ирма фон Кьюб, Аллен Винсент  |